# Eishockey-Weltmeisterschaft der U20-Junioren 2027
Die Eishockey-Weltmeisterschaft der U20-Junioren 2027 soll die 51. Austragung der von der Internationalen Eishockey-Föderation IIHF veranstalteten Eishockey-Weltmeisterschaft in der Altersklasse der Unter-Zwanzigjährigen (U20) werden.
Die Top-Division der Weltmeisterschaft soll dabei vom 26. Dezember 2026 bis zum 5. Januar 2027 in der kanadischen Provinz Alberta ausgetragen werden. Wahrscheinliche Austragungsorte sind Calgary und/oder Edmonton. Kanada war zuletzt 2025 Gastgeber der U20-Weltmeisterschaft.